# Firebaugh (Kalifornien)

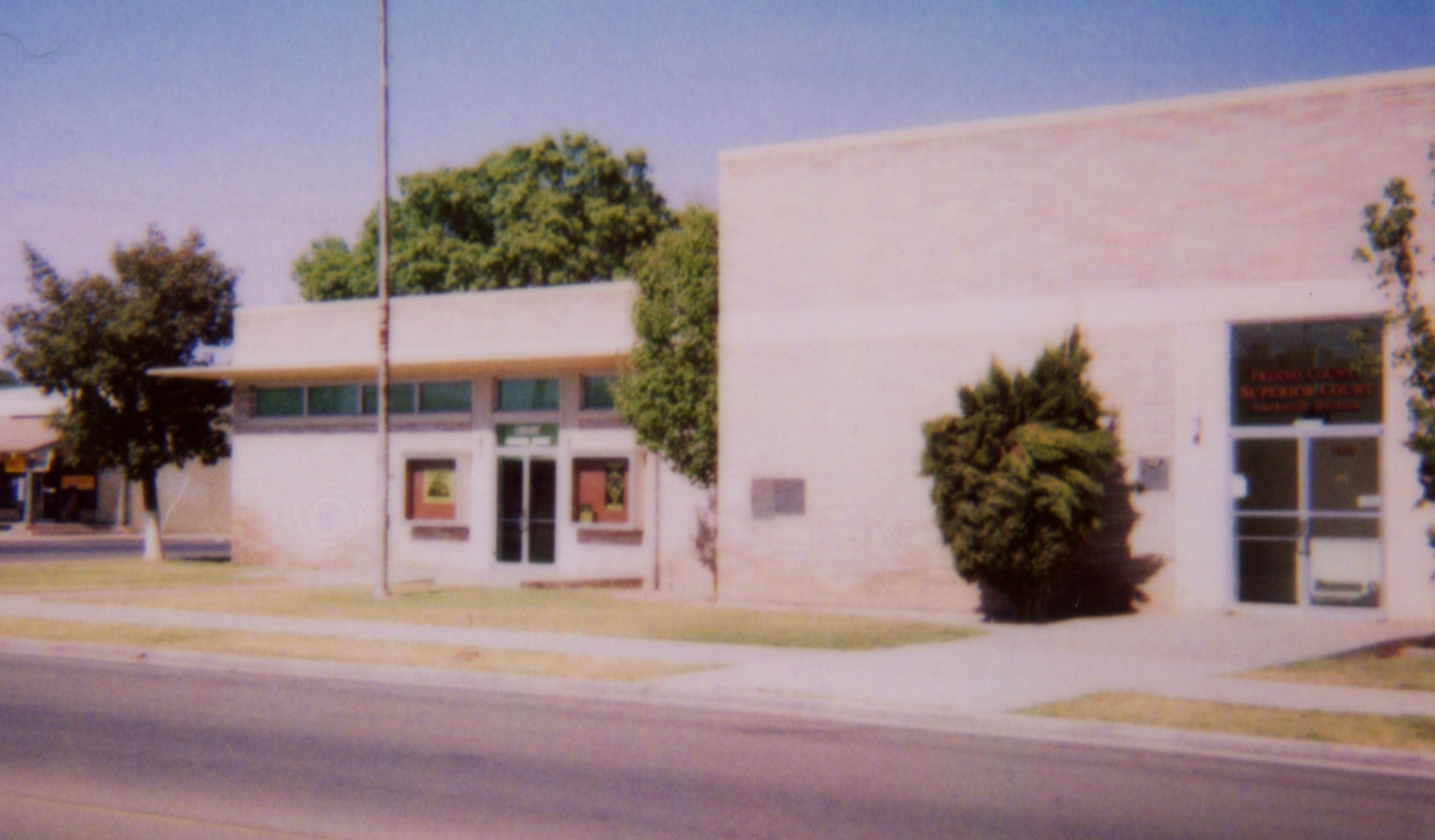
Gemeindebibliothek (links) und Gerichtsgebäude (rechts) in Firebaugh.

Firebaugh (früher auch Firebaugh’s Ferry) ist eine Stadt im Fresno County in Kalifornien, Vereinigte Staaten. 2010 waren dort 7549 Einwohner registriert, nach 5743 im Jahr 2000. Die Stadt liegt im San Joaquin Valley.

## Lage
Der Ort liegt 61 Kilometer westlich von Fresno sowie ebenfalls westlich des San Joaquin River auf einer Höhe von 46 Metern.

## Geschichte
Die Stadt ist nach Andrew D. Firebaugh, manchmal auch Fierbaugh, einem örtlichen Unternehmer, benannt. Während des Goldrauschs betrieb dieser hier eine Fähre, die Passagiere und Fracht über den San Joaquin River beförderte. Zudem baute er eine mautpflichtige Straße von Bell Station zum Pacheco-Pass.

## Kultur
Auf dem Album Wönderful von 1985 nahm die Punkband Circle Jerks aus Los Angeles einen Song namens Firebaugh auf, in dem es um Rassenkonflikte, Alkoholismus, Gewalt und Langeweile geht. Im Text heißt es: „If your car breaks down, don’t take a tow to Firebaugh...“

## Söhne der Stadt
- Richard Yniguez (* 1946), Schauspieler und Regisseur
- Josh Allen (* 1996), American-Football-Spieler